# Der Antichrist

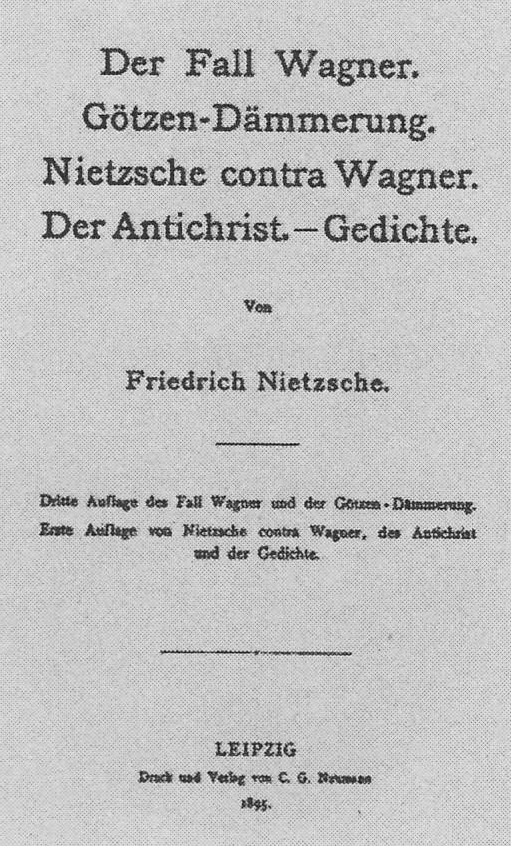
Titelblatt der Erstausgabe 1894 (in Band VIII der Ausgabe von Fritz Koegel).

Der Antichrist. Fluch auf das Christentum ist eines der Spätwerke Friedrich Nietzsches. Er schrieb die polemische Abrechnung mit dem Christentum im Spätsommer und Herbst 1888. Da Nietzsche sich bis zu seinem geistigen Zusammenbruch wenige Monate später nicht konkret um eine Publikation bemüht hatte, wurde das Manuskript zunächst zurückgehalten und erst 1894 vom Nietzsche-Archiv unter Leitung von Nietzsches Schwester Elisabeth Förster-Nietzsche herausgegeben, allerdings mit mehreren Mängeln. Streitigkeiten um eine korrekte Edition des Werks zogen sich – wie bei allen Spätwerken Nietzsches – bis in die zweite Hälfte des 20. Jahrhunderts hin.
Wie in seiner Götzen-Dämmerung und in weiteren seiner letzten Werke philosophiert Nietzsche auch hier „mit dem Hammer“ und will alte Werte „umwerten“. Unter Rückgriff auf einige seiner früheren Schriften bündelt er seine Kritik am Christentum, der er eine bisher nicht gekannte Schärfe gibt. In oft prägnanten Sätzen kritisiert er das Christentum der Priester, das im Wesentlichen von Paulus von Tarsus begründet worden sei und das unter anderem das Erbe der griechischen und römischen Antike vernichtet habe. Des Weiteren gibt er eine originelle psychologische Deutung Jesu. Er spricht sich gegen die Mitleidsethik aus, attackiert die christliche Theologie und die aus seiner Sicht davon abhängige deutsche Philosophie sowie den jüdisch-christlichen Gottesbegriff und stellt dem Christentum andere Religionen wie Buddhismus, Islam oder Brahmanismus als in unterschiedlicher Hinsicht überlegen gegenüber.
Das Werk ist von zentraler Bedeutung in Nietzsches später Philosophie (siehe Friedrich Nietzsche: Übersicht zum Werk). Sein heute in der Nietzsche-Forschung übliches Sigel ist AC.

## Inhalt
Das Werk besteht aus einem Vorwort und 62 kurzen, nur mit Zahlen bezeichneten Kapiteln. Ob der Text „Gesetz wider das Christenthum“ von Nietzsche als Schluss des Buches vorgesehen war, ist unklar.
Vorwort
Im kurzen Vorwort gibt Nietzsche Eigenschaften an, die Leser nötig hätten, um ihn überhaupt verstehen zu können. Solche Leser sieht er aber erst in ferner Zukunft kommen:

„Dies Buch gehört den Wenigsten. Vielleicht lebt selbst noch Keiner von ihnen. Es mögen die sein, welche meinen Zarathustra verstehn: wie dürfte ich mich mit denen verwechseln, für welche heute schon Ohren wachsen? – Erst das Übermorgen gehört mir. Einige werden posthum geboren.“

1–7
Die Kapitel 1 bis 7 standen zunächst unter dem Titel „Wir Hyperboreer“. Nietzsche stellt sich und seine Leser als Unzeitgemäße und Einsiedler vor, die sich von der Moderne entfernt und einen neuen Weg gefunden haben. Formelhaft stellt er seine Bewertungsmaßstäbe auf und sucht statt nach Fortschritt – an den er nicht glaubt – nach einem „höheren Typus“, „eine[r] Art Übermensch“: Glücksfälle, seien es Einzelne oder ganze Kulturen, die in der Geschichte immer wieder aufgetreten seien. Das Christentum aber habe gerade diesen höheren Typus stets bekämpft, mit der Mitleidsethik die Menschheit verdorben und so den höheren Typus beinahe unmöglich gemacht.
8–14

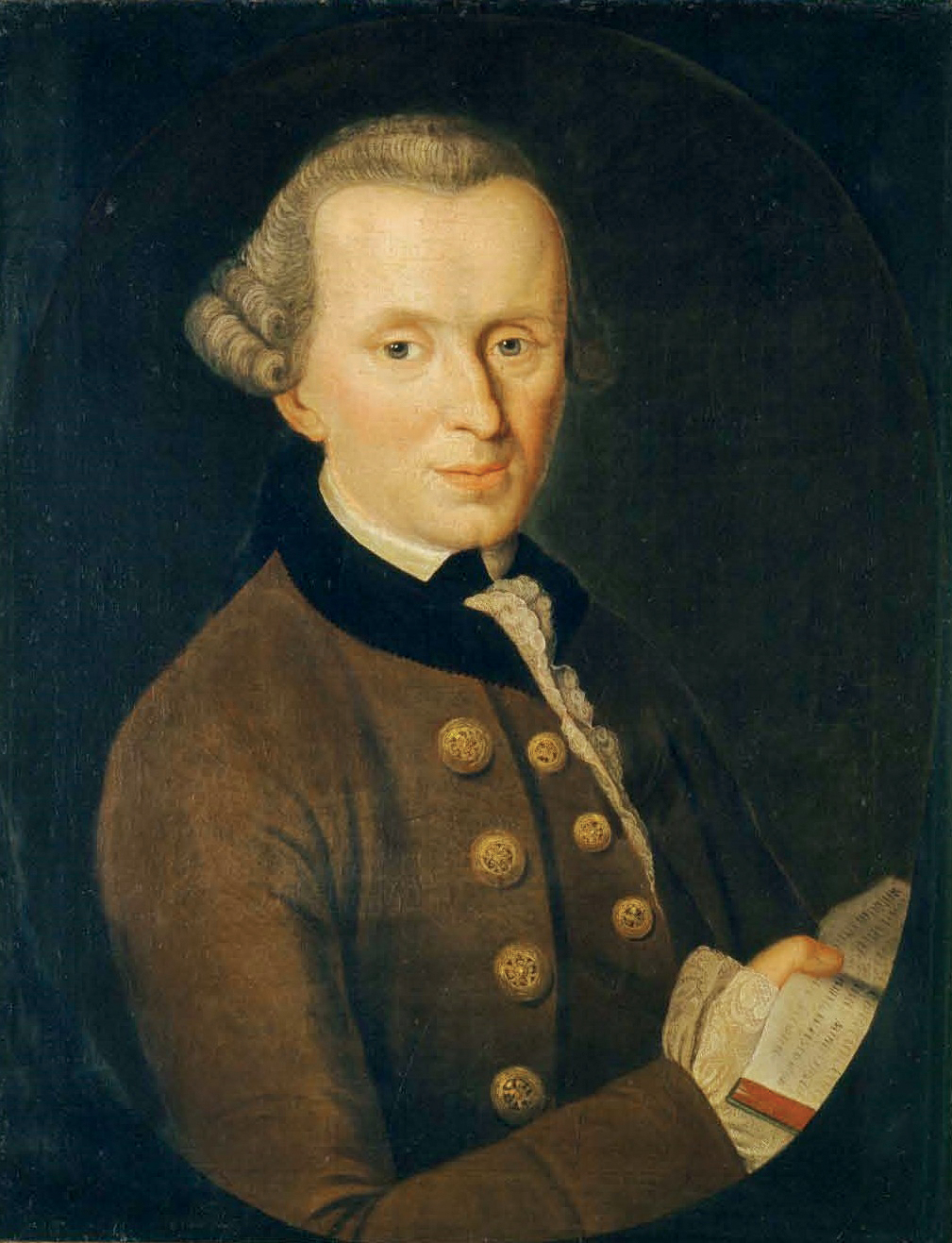
„Fichte, Schelling, Schopenhauer, Hegel, Schleiermacher […] Kant und Leibniz […] Alles blosse Schleiermacher“ schrieb Nietzsche an anderer Stelle. Im Antichrist machte er besonders Kant für die fehlende Distanz der Philosophie zum Christentum verantwortlich.

In diesen zunächst „Für uns – wider uns“ betitelten Kapiteln stellt Nietzsche Theologen und Philosophen als seine Gegner vor. Priester und Theologen seien Lügner aus Instinkt: Damit sie an die Macht kommen konnten, hätten sie alle natürlichen Werte auf den Kopf gestellt. Die Philosophie, besonders die deutsche, sei eine mit anderen Mitteln fortgeführte Theologie:

„Der protestantische Pfarrer ist Grossvater der deutschen Philosophie […] Man hat nur das Wort ‚Tübinger Stift‘ auszusprechen, um zu begreifen, was die deutsche Philosophie im Grunde ist – eine hinterlistige Theologie …“

Nach dieser Anspielung auf den Deutschen Idealismus attackiert Nietzsche Kant: Dieser habe mit seiner Erkenntnisphilosophie den Kern des christlichen Glaubens für unangreifbar und unwiderlegbar erklärt, ob mit Absicht oder nicht. Jedenfalls sei gerade dieser „Schleichweg zum alten Ideal“ nach Kant erfolgreich aufgegriffen worden. Kant habe zudem eine „lebensgefährliche Moralphilosophie“ aufgestellt, indem er eine allgemeingültige Pflicht an deren Spitze setzte. Nietzsche zufolge geht der Mensch an unpersönlichen Pflichten zugrunde. Gerade umgekehrt müsse jeder Einzelne seine Tugend haben.
Nietzsche kritisiert, dass sich die bisherige Philosophie – „ein Paar Skeptiker“ ausgenommen – der Moral unterworfen und sich deren Begründung statt Untersuchung und Kritik verschrieben habe. Er lobt dagegen die Methodik der Wissenschaft, die den Menschen unter die Tiere zurückgestellt habe und so erst anfange, ihn zu begreifen. Umgekehrt die ganze Natur und den Menschen von einer Gottheit, einem Willen oder einem Geist her verstehen zu wollen (wie Schopenhauer und Hegel) sei ein Irrweg.
15–19
Dieser Abschnitt stand zunächst unter dem Titel „Begriff einer Décadence-Religion“. In Kapitel 15 erklärt Nietzsche, die ganze Gedankenwelt des Christentums diene den am Leben Leidenden dazu, sich aus der Wirklichkeit „wegzulügen“. Die Kapitel 16 bis 19 waren zunächst eine Abhandlung „Zur Geschichte des Gottesbegriffs“, deren letzten Abschnitt Nietzsche nicht hierher übernahm. Demnach schaffe sich ein gesundes Volk einen mächtigen, starken Gott nach seinem Bilde, der noch über den Begriffen „gut“ und „böse“ steht. Der christliche Gottesbegriff sei dagegen degeneriert, er sei nur noch gut, für arme Leute und Kranke, in Nietzsches Sprachgebrauch „nihilistisch“: Er heiligt nicht mehr die Welt, das Diesseits, sondern sei jetzt ein Widerspruch gegen das Leben. Dieser schwache, verblassende Gott habe auch ab Baruch de Spinoza in die Philosophie Einzug gehalten als „Ideal“, „reiner Geist“ (Hegel), „absolutum“ (Fichte) oder „Ding an sich“ (Kant, Schopenhauer).
20–23
In diesen Kapiteln vergleicht Nietzsche „Buddhismus und Christentum“ – so lautete auch der ursprüngliche Titel. Zwar sei auch der Buddhismus nihilistisch und dekadent, indem er sich an die Leidenden wendet und die Welt für schlecht erklärt (vergleiche zu Nietzsches Gebrauch der Begriffe „Nihilismus“ und „décadence“ die hier genannten Stellen). Aber der Buddhismus sei dabei viel realistischer, klüger und vornehmer als das Christentum. So fehle der Gottesbegriff ebenso wie eine moralische Zurechtmachung der Welt: Das Leiden werde nicht mit der Sünde erklärt, sondern kühl erkannt und auf kluge Weise bekämpft. Der Buddhismus stehe am Schluss einer Entwicklung und stehe für die Müdigkeit einer späten Zivilisation, das Christentum dagegen sorge erst für die Krankheit und Ermüdung, es wende sich an Missratene. Klug seien im Christentum nur die Tugenden Glaube, Liebe und Hoffnung, die die Leidenden anziehen: Der Buddhismus habe so etwas nicht nötig.
24–27
„Die Wurzeln des Christentums“ ist im Manuskript der letzte gestrichene Titel vor Kapitel 24. Hiermit richtet Nietzsche seinen Blick aufs Judentum. Auch in dessen Geschichte sieht er den Abfall von einer ursprünglich gesunden Volksreligion zu einer widernatürlichen Moralistik. Dafür macht er insbesondere die Priesterkaste verantwortlich: Diese habe alle Begriffe gefälscht, um sich selbst an der Macht zu halten. Das Alte Testament sei ein priesterliches Machwerk, das die ganze Geschichte Israels zu einem „stupiden Heils-Mechanismus“ umgedeutet habe, in dem Schuld gegen Javeh zu Strafe, Frömmigkeit zu Lohn führe. Dies alles diene dazu, dass die Menschen sich den Priestern unterwerfen. Dazu habe aber alle Wirklichkeit, alle tatsächliche Stärke und Macht verneint werden müssen. Im Christentum sei diese Verneinung auf eine höhere Stufe gelangt: Sie richte sich nun gerade gegen die Priesterkaste selbst, gegen die Institutionen der organisierten Religion.
28–35

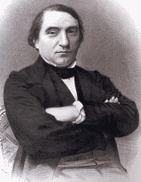
Ernest Renans Darstellung Jesu fand Nietzsche naiv.

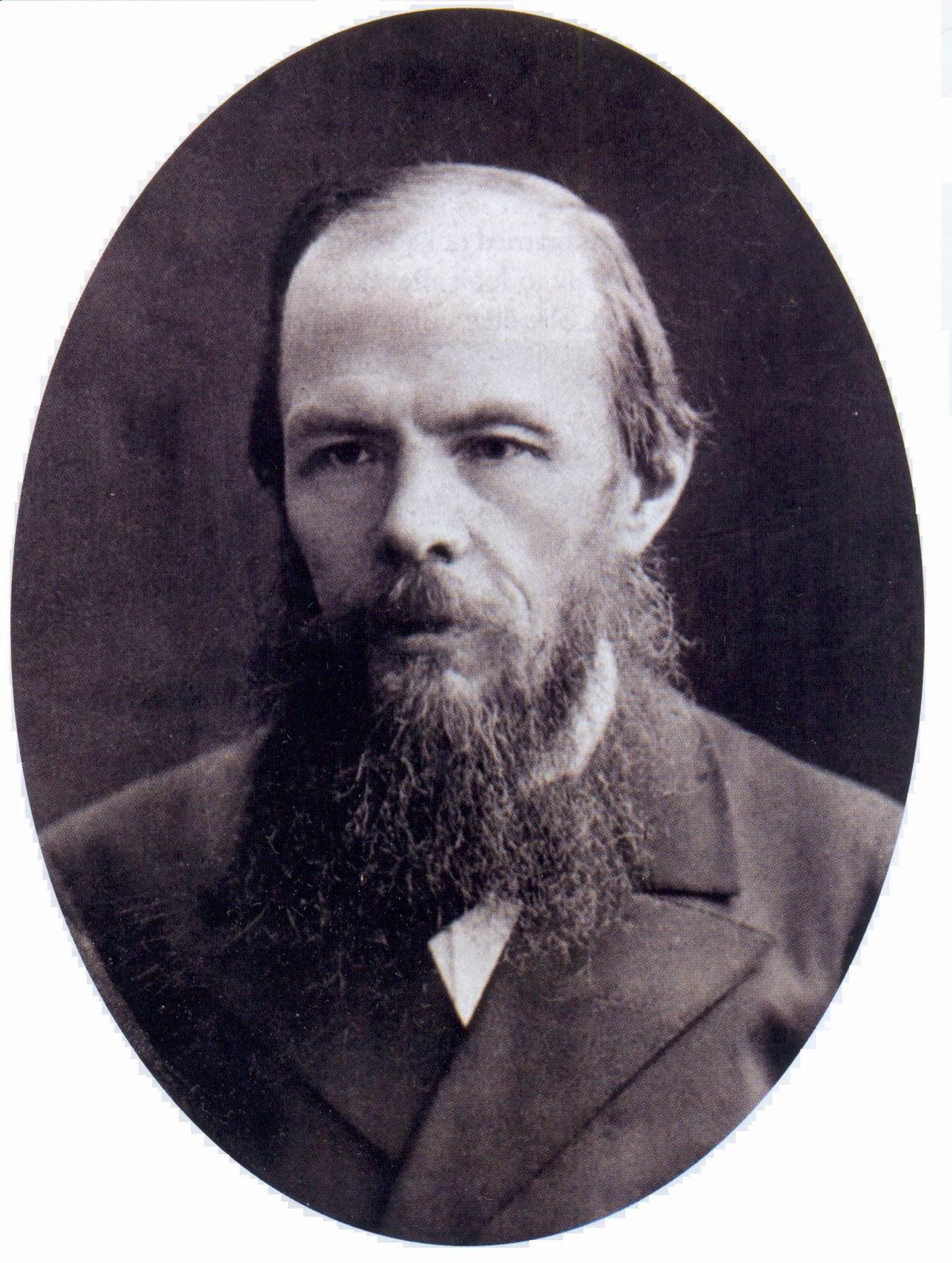
Dostojewskij habe den Typus Jesus besser beobachtet.

Nietzsche versucht hier, eine psychologische Deutung der Person und der Lehren Jesu zu geben. Er widerspricht energisch den Thesen Ernest Renans, der in seinem Hauptwerk Vie de Jésus (1863) aus Jesus einen „Helden“ und ein „Genie“ gemacht habe. Ganz im Gegenteil sei Jesus ein Idiot. Dieses Wort ist sicherlich mehrdeutig: Bei aller Polemik ist zunächst die ursprüngliche griechische Bedeutung (vergleiche Idiot, Idiotes) eines einzelgängerischen oder unpolitischen Menschen, dann aber auch die Anspielung auf Dostojewskis Der Idiot zu sehen. Aufgrund einer extremen Leid- und Reizfähigkeit sei Jesus überhaupt nur zu einer allumfassenden Liebe fähig gewesen, alles andere habe ihm Schmerz verursacht. Die Realität nehme er gar nicht zur Kenntnis, er könne nur in Symbolen seine inneren Zustände ausdrücken. Die Lehre und Praktik Jesu sieht Nietzsche verwandt mit denjenigen Epikurs – allerdings mit weniger Vitalität – und Buddhas – allerdings „auf einem sehr wenig indischen Boden“. Das einzige für Jesus wichtige sei die evangelische Praktik gewesen, ein Leben nach einem inneren Gefühl, ohne Widerstände. Das „Reich Gottes“ habe bei Jesus nicht die Bedeutung von etwas Zukünftigem, wie es die Kirche auslegte, sondern sei ein durch entsprechendes Handeln jederzeit erreichbarer Seelenzustand allumfassender Liebe und inneren Friedens. An Kultur, Politik, Wissenschaft habe der christliche Typus kein Interesse, er verstehe überhaupt nicht, wie man anders als er urteilen könne; für gegenteilige Lehren könne er nur trauerndes Mitgefühl empfinden.

„Das Leben des Erlösers war nichts andres als diese Praktik – sein Tod war auch nichts andres […] er weiss, wie es allein die Praktik des Lebens ist, mit der man sich ‚göttlich‘, ‚selig‘, ‚evangelisch‘, jeder Zeit ein ‚Kind Gottes‘ fühlt. Nicht ‚Busse‘, nicht ‚Gebet um Vergebung‘ sind Wege zu Gott: die evangelische Praktik allein führt zu Gott, sie eben ist ‚Gott‘ – Was mit dem Evangelium abgethan war, das war das Judenthum der Begriffe ‚Sünde‘, ‚Vergebung der Sünde‘, ‚Glaube‘, ‚Erlösung durch den Glauben‘“

36–38
In einem kleinen Exkurs legt Nietzsche dar, wie erst zu seiner Zeit klar werde, dass die Geschichte des Christentums eine weitere Verfälschung ist. Alle Kirche gründe sich auf den Gegensatz dessen, was Jesus dargestellt habe. Inzwischen müsse jedem klar sein, dass die christlichen Begriffe Lügen seien, dass Priester nicht etwa aus Unwissenheit irren, sondern zum Machterhalt lügen. Tatsächlich verhielten sich auch die modernen Menschen durchaus unchristlich, die Politik – Nietzsche spielt auf Bismarck und Wilhelm II. an – sei geradezu antichristlich, und dennoch bleibe alles beim alten, die Staatsmänner nennen sich weiterhin Christen, und der Priester bleibe eine geehrte Person. Darüber empfinde er Ekel:

„Was ehemals bloss krank war, heute ward es unanständig, – es ist unanständig, heute Christ zu sein. […] Selbst bei dem bescheidensten Anspruch auf Rechtschaffenheit muss man heute wissen, dass ein Theologe, ein Priester, ein Papst mit jedem Satz, den er spricht, nicht nur irrt, sondern lügt […] Auch der Priester weiss, so gut es Jedermann weiss, dass es keinen ‚Gott‘ mehr giebt, keinen ‚Sünder‘, keinen ‚Erlöser‘, – dass ‚freier Wille‘, ‚sittliche Weltordnung‘ Lügen sind […]“

39–46

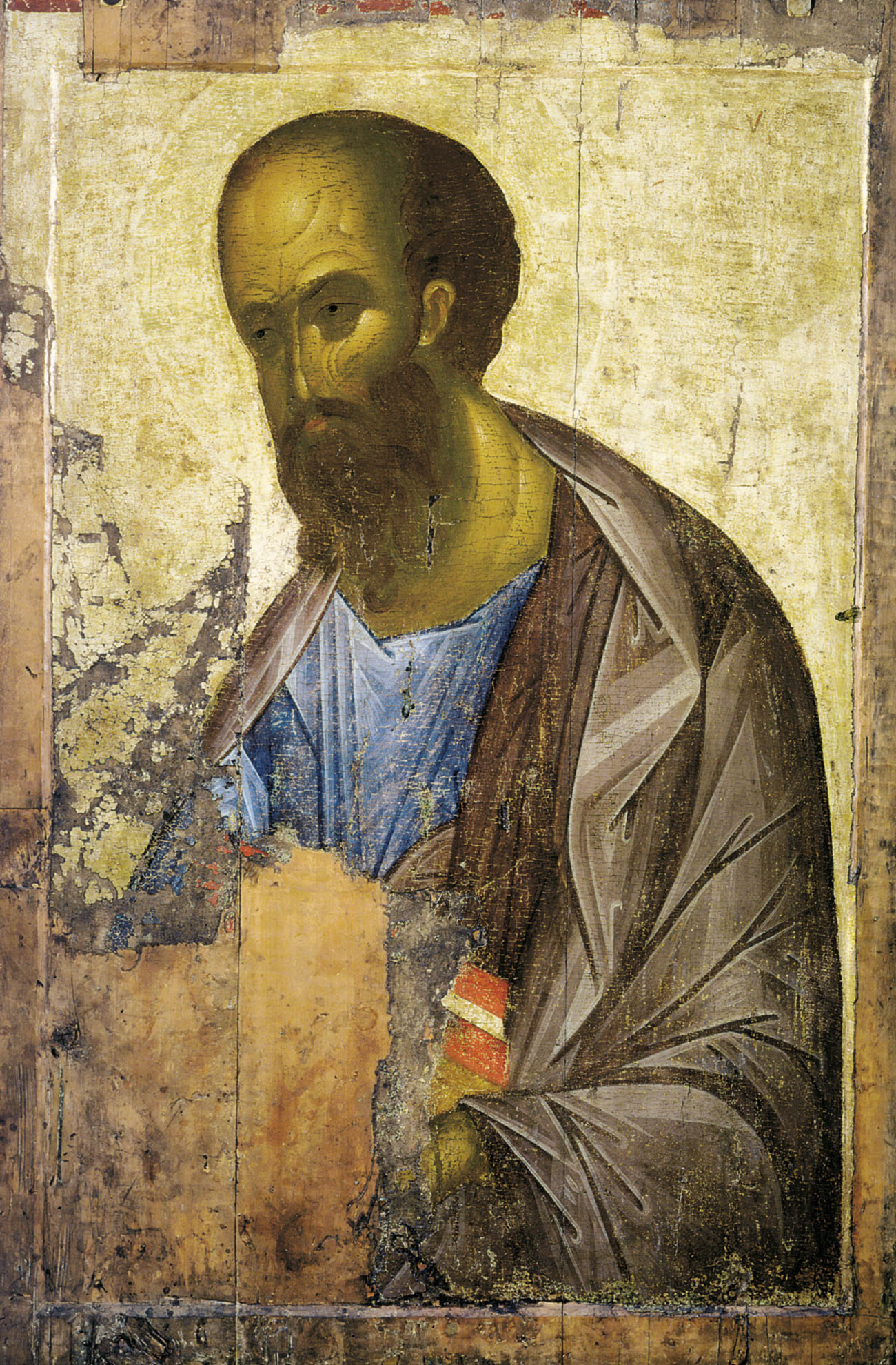
Paulus: für Nietzsche der Prototyp des Priesters einer Sklavenmoral.

Hier legt Nietzsche dar, wie die christliche Kirche nach Jesu Tod entstehen konnte. Die Urgemeinde habe keine der Lehren Jesu verstanden, seinen Tod völlig falsch ausgedeutet und dann genau das errichtet, was Jesus hinter sich gelassen hatte: eine organisierte Kirche, wiederum mit Priestertum. Hauptschuldiger an dieser Umfälschung sei Paulus, der alle Begriffe Jesu missbraucht habe, um sich selbst an die Macht zu bringen. Mit ihm sei wieder der Glaube an Sünde und Vergebung auferstanden, er habe in tiefstem Hass das Christentum als eine Rebellion gegen alles Vornehme und Privilegierte neu gegründet. Mit besonderer Empörung weist Nietzsche die Lehren der Unsterblichkeit der Seele und des Jüngsten Gerichts zurück.

„Man muss sich nicht irreführen lassen: ‚richtet nicht!‘ sagen sie, aber sie schicken Alles in die Hölle, was ihnen im Wege steht. Indem sie Gott richten lassen, richten sie selber; indem sie Gott verherrlichen, verherrlichen sie sich selber […] Die Realität ist, dass hier der bewussteste Auserwählten-Dünkel die Bescheidenheit spielt: man hat sich, die ‚Gemeinde‘, die ‚Guten und Gerechten‘ ein für alle Mal auf die Eine Seite gestellt, auf die der ‚Wahrheit‘ – und den Rest, die ‚Welt‘, auf die andre …“

Zum Beleg gibt Nietzsche einige Stellen aus dem Neuen Testament und verweist im Übrigen auf seine Theorie der „Sklavenmoral“ aus Zur Genealogie der Moral.
47–49
Nietzsche erklärt noch einmal, dass seine Gegnerschaft zum Christentum nicht einfach (nur) darin besteht, keinen Gott in der Geschichte oder der Natur wiederzufinden – wie man es meist unter Atheismus versteht – sondern dass er das, was im Christentum verherrlicht wird, nicht als verehrungswürdig empfindet. Im Weiteren behandelt Nietzsche das Verhältnis des Christentums zur Wissenschaft: Die bekannte Feindschaft dagegen ruhe eben darauf, dass das Christentum lauter Lügen zur Voraussetzung habe und untergehe, sobald die Realität erkannt wird. Besonders die Medizin (Biologie) und die Philologie hätten die Irrlehren der Kirche aufgedeckt und seien deswegen stets bekämpft worden. Nietzsche deutet den christlichen Begriff der Erbsünde aus dem Buch Genesis als Parabel auf die Angst des Priesters (der sich als Gott darstellt) vor der Wissenschaft. Die ganze Lehre von der Sünde und der sittlichen Weltordnung, die der Natur und Geschichte einen moralischen Sinn gibt, sei erfunden, um die natürlichen Kausalitäten zu verschleiern und dem Priester Macht über seine Mitmenschen zu verschaffen.
50–55
Es folgt eine Psychologie der Gläubigen allgemein, der Märtyrer und Fanatiker. Diese seien geistig schwache oder missratene Menschen; der Kirche sei vorzuwerfen, dass sie gerade diesen Typus gefördert habe. Nietzsche verspottet den „vollkommen kindischen und unwürdigen“ Glauben an göttliche Vorsehung, wie er noch heute verbreitet sei. Märtyrer heiligzusprechen, habe der Wahrheit geschadet: Immer noch sei die Ansicht verbreitet, eine Sache sei wahr, weil jemand für sie in den Tod gehe.

„In dem Tone, mit dem ein Märtyrer sein Für-wahr-halten der Welt an den Kopf wirft, drückt sich bereits ein so niedriger Grad intellektueller Rechtschaffenheit, eine solche Stumpfheit für die Frage Wahrheit aus, dass man einen Märtyrer nie zu widerlegen braucht. Die Wahrheit ist Nichts, was Einer hätte und ein Andrer nicht hätte: so können höchstens Bauern oder Bauern-Apostel nach Art Luther’s über die Wahrheit denken.“

Alle großen, freien, starken Geister seien Skeptiker, die sich allenfalls gelegentlich Überzeugungen gönnen; Gläubige seien dagegen immer abhängig und könnten schließlich zum Fanatiker werden. Schließlich greift Nietzsche noch einmal die in seinem Verständnis von Kant wieder ermöglichte Denkungsart an, die Vernunft könne nicht über die letzten Dinge urteilen: Damit sei „der Offenbarung“, dem Glauben, das heiße in der Realität aber wieder dem Priester, das Recht zurückgegeben, hier zu herrschen. Alle priesterlichen und philosophisch-priesterlichen Herrschaftsgebilde ruhen nach Nietzsche auf dem hiermit gegebenen Recht zur heiligen Lüge, wie sie sich nicht nur im Christentum, sondern auch bei Mohammed, bei Konfuzius, bei Platon finde.
56–57
Es komme aber darauf an, zu welchem Zweck gelogen wird. Hier stellt Nietzsche dem Christentum das brahmanistische „Gesetzbuch des Manu“ gegenüber. Dieses habe ein deutlich besseres Ziel als das Christentum, die Schaffung einer nach Nietzsche „natürlichen Ordnung“ unterschiedlicher Kasten mit unterschiedlichen Rechten. Gleiche Rechte für alle seien unnatürlich: Die Mittelmäßigen sollen durchaus ihr Glück in der Mittelmäßigkeit finden, der Arbeiter selbstgenügsam sein. Das Christentum habe dagegen den Anarchisten (Nietzsche meint die terroristisch aktiven Anarchisten des 19. Jahrhunderts) und Sozialisten den Weg bereitet, die die Leute zu Neid und Rache aufstacheln, um an die Herrschaft zu kommen.
58–61

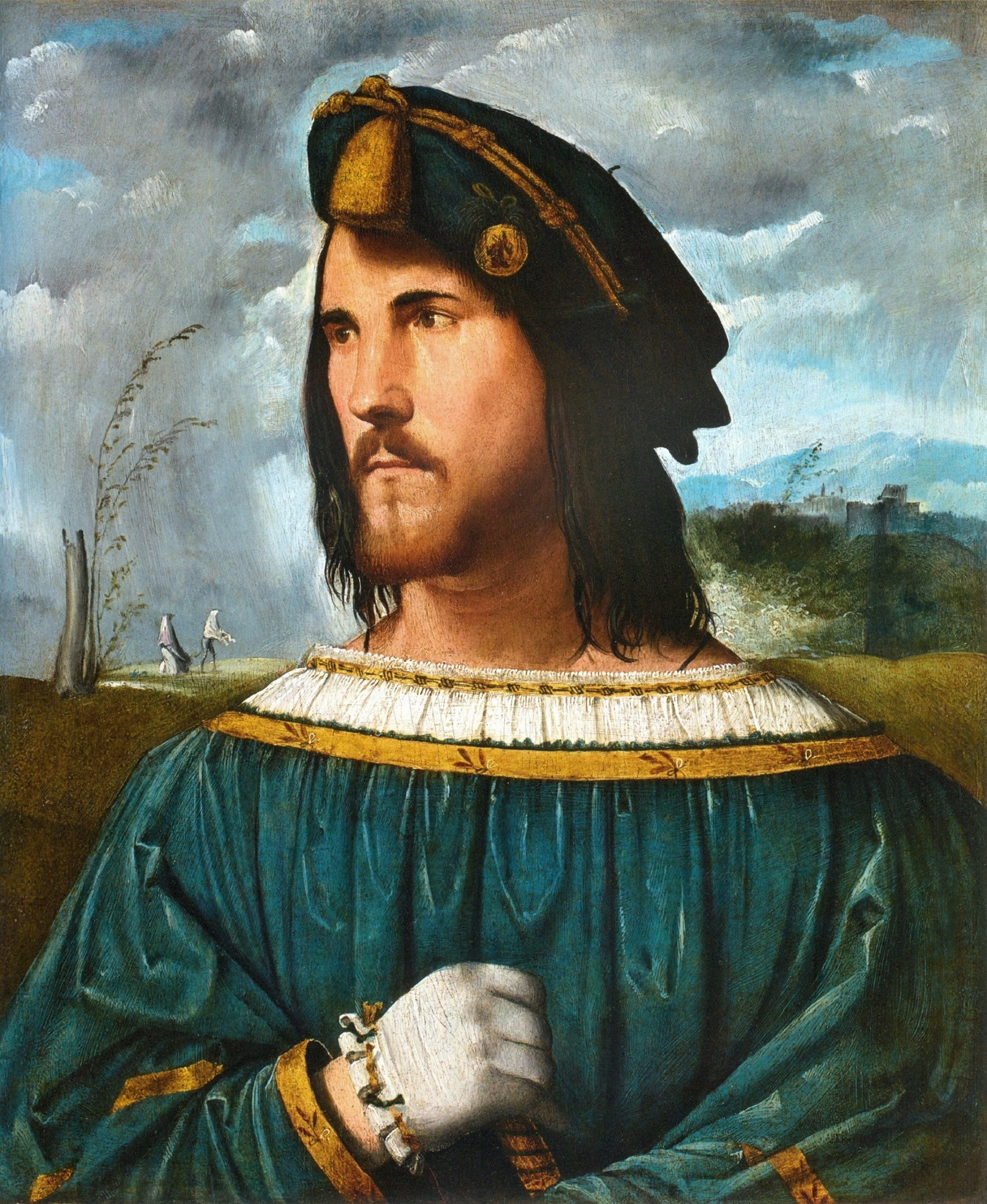
„Cesare Borgia als Papst […] das wäre der Sieg gewesen, nach dem ich heute allein verlange.“

Diese politische Zerstörungskraft des Christentums, die sich gegen alles Vornehme gerichtet habe, sieht Nietzsche in der Geschichte bestätigt. Das Christentum habe zuerst die Erbschaft der Antike, besonders des römischen Reichs, zerstört; später dann die maurisch-islamische Kultur Spaniens und in den Kreuzzügen die weit überlegene orientalische Kultur. Die letzte große Chance auf Besserung sieht Nietzsche in der Renaissance: Hier sei alles zu einem Sieg der höheren Kultur über das Christentum vorbereitet gewesen, und gerade im Zentrum des Christentums, in Rom. Dies habe aber die Reformation verhindert.

„Luther sah die Verderbniss des Papstthums, während gerade das Gegentheil mit Händen zu greifen war: die alte Verderbniss, das peccatum originale, das Christenthum sass nicht mehr auf dem Stuhl des Papstes! Sondern das Leben! Sondern der Triumph des Lebens! Sondern das grosse Ja zu allen hohen, schönen, verwegenen Dingen! … Und Luther stellte die Kirche wieder her: er griff sie an …“

Gerade die Deutschen hätten sich hier schuldig gemacht und immer wieder Möglichkeiten zu einer höheren Kultur zerstört, zuletzt mit den Befreiungskriegen gegen Napoleon und der Reichsgründung 1871.
62
Zum Schluss wendet sich Nietzsche gegen das Reden von „humanitären Segnungen“ des Christentums. Die Kirche habe vielmehr stets Notstände geschaffen, etwa den „Wurm der Sünde“ und die „Kunst der Selbstschändung“ in die Menschheit gesetzt. Das Christentum könne keinen humanitären Nutzen haben, weil sein Begriff der humanitas, der Menschheit und Menschlichkeit, völlig verkehrt sei. Seine Ideale stünden gegen alle höheren, wohlgeratenen Menschen, es habe das diesseitige Leben entwertet und verneint. Das Christentum sei die höchstmögliche Korruption und habe alle Werte umgedreht. Dagegen stehe eine neue „Umwertung aller Werte“ an.
Zum Gesetz wider das Christenthum, das eventuell das Buch beschließen sollte, siehe unten.

## Entstehung und Einreihung in Nietzsches Schriften

### Entstehung und Überlieferung
Nietzsche änderte zwischen Ende August und dem 3. September 1888 seine Pläne bezüglich weiterer Veröffentlichungen: er gab das seit langem geplante Werk Der Wille zur Macht auf und wollte stattdessen aus dem bis dahin verfassten Material zunächst einen Auszug aus seinen Hauptgedanken und später ein vierbändiges Werk namens Umwerthung aller Werthe veröffentlichen. Aus dem Auszug wurde in den nächsten Wochen die Götzen-Dämmerung. Aus einem ersten Plan für diese Schrift entnahm er allerdings vier Kapitel. Sie sollten nun den Beginn des ersten Buchs der Umwerthung, das den Titel Der Antichrist. Versuch einer Kritik des Christenthums bekam, ausmachen und entsprechen im Werk den Abschnitten 1 – 23. Zwischen dem 3. und 30. September verfasste Nietzsche dann zunächst im Nietzsche-Haus in Sils-Maria, dann in Turin die folgenden Abschnitte. Es wird vermutet, dass das Werk Anfang Oktober ungefähr in der heute bekannten Form vorlag.

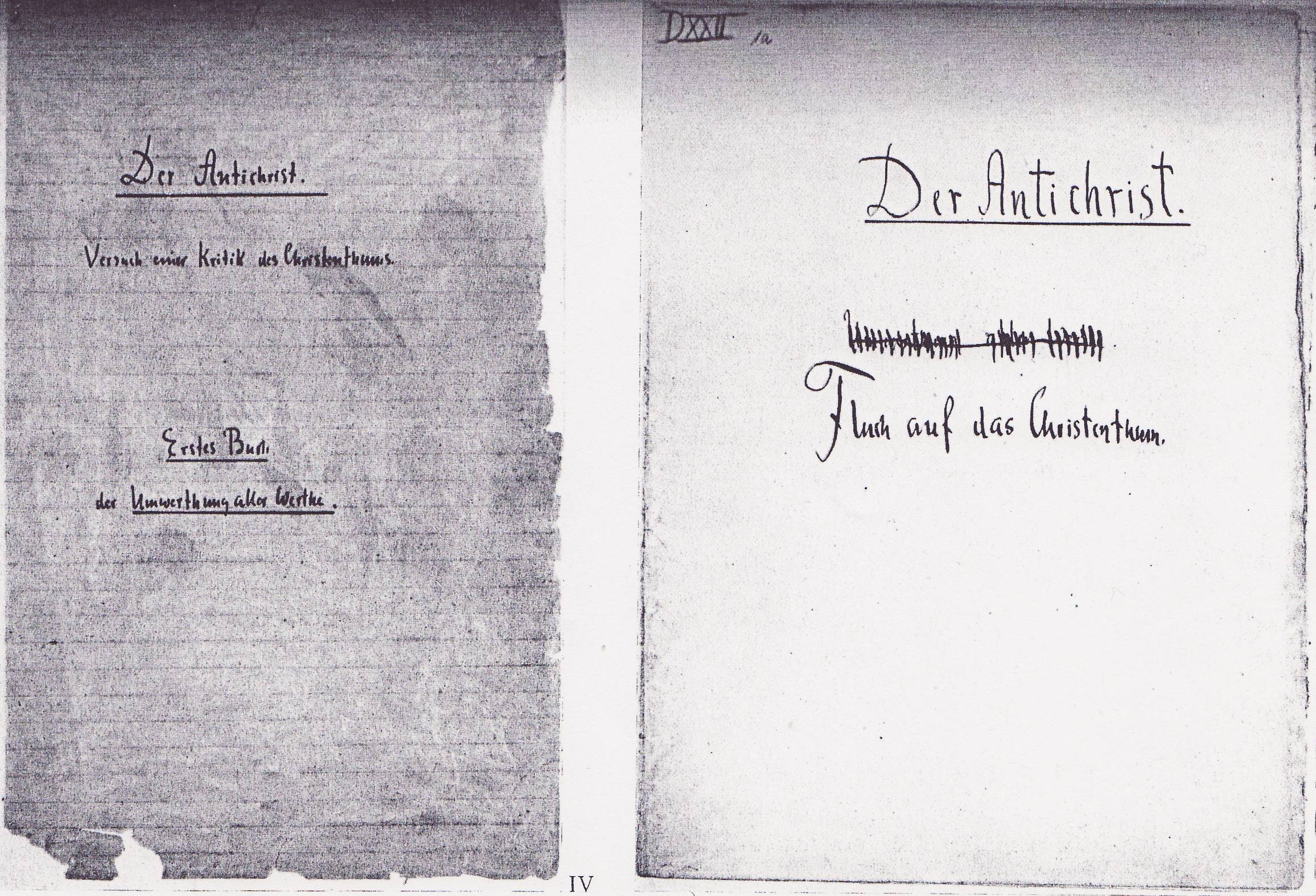
Die zwei Titelblätter des Manuskripts: zuerst erstes Buch der Umwerthung, dann für sich stehender „Fluch“.

Aus jener Zeit gibt es noch mehrere Pläne über die Bücher 2 bis 4 der Umwerthung aller Werthe. Gegen Ende November änderte Nietzsche aber auch diesen Plan: Der Antichrist war nun die ganze Umwerthung, auf einem neuen Titelblatt heißt es nun Der Antichrist. Umwerthung aller Werthe. Schließlich strich Nietzsche auch noch diesen Untertitel und ersetzte ihn durch Fluch auf das Christenthum. Er plante – wohl schon im beginnenden Wahnsinn –, den Antichrist innerhalb der folgenden zwei Jahre in alle europäischen Hauptsprachen übersetzen zu lassen und dann in gigantischen Auflagen zu veröffentlichen. Gedruckt werden sollte aber zunächst die im Oktober begonnene Autobiographie Ecce homo, dann auch Nietzsche contra Wagner und die Dionysos-Dithyramben. Noch vor Ende der Drucklegung dieser Werke brach Nietzsches Wahnsinn um den Jahreswechsel 1888/89 offen aus.
Franz Overbeck, der den an Progressiver Paralyse erkrankten Nietzsche aus Turin nach Basel holte, brachte unter anderem das Antichrist-Manuskript in Sicherheit und fertigte eine Abschrift davon an. Das Original sandte er 1893 Heinrich Köselitz, der es Nietzsches Schwester Elisabeth Förster übergab, die von Paraguay nach Deutschland zurückgekehrt war.

### Stellung der Schrift in Nietzsches Werk
Die Stellung des Antichrist in Nietzsches Werk wird schon aus seiner Entstehungsgeschichte deutlich: Gemeinsam mit der Götzen-Dämmerung bildet die Schrift denjenigen Teil der späten „Umwertungsphilosophie“, den Nietzsche veröffentlichen wollte. Da er den Antichrist als die ganze „Umwertung“ bezeichnete, ist zu vermuten, dass damit für ihn alles Wesentliche zur Umwertung gesagt war.
In der autobiographischen Schrift Ecce homo, die Nietzsche nach dem Antichrist schrieb, aber vorher veröffentlichen wollte, verweist er mehrmals auf die Umwertung, zitiert auch einen Satz aus dem Gesetz wider das Christenthum, geht aber nicht explizit auf deren Inhalt ein. Besonders im letzten Kapitel des Ecce homo finden sich aber Zusammenfassungen der Ergebnisse des Antichrist, von deren welthistorischer Bedeutung Nietzsche hier überzeugt zu sein scheint.
Viele der im Antichrist vorgebrachten Kritikpunkte an Religion und Christentum sind aber nicht neu, sondern finden sich in anderen Schriften Nietzsches seit Beginn der „freigeistigen“ Periode um 1878. Zu nennen sind hier vor allem das 3. Kapitel „Das religiöse Leben“ aus Menschliches, Allzumenschliches (1878), Aph. 92 bis 97 aus Vermischte Meinungen und Sprüche (1879), Aph. 74 bis 85 aus Der Wanderer und sein Schatten (1880), Aph. 56 bis 96 aus dem ersten Buch der Morgenröthe (1881), Aph. 108 bis 151 aus dem dritten Buch der Fröhlichen Wissenschaft (1882) sowie das dritte („das religiöse Wesen“) und fünfte („zur Naturgeschichte der Moral“) „Hauptstück“ von Jenseits von Gut und Böse (1886).

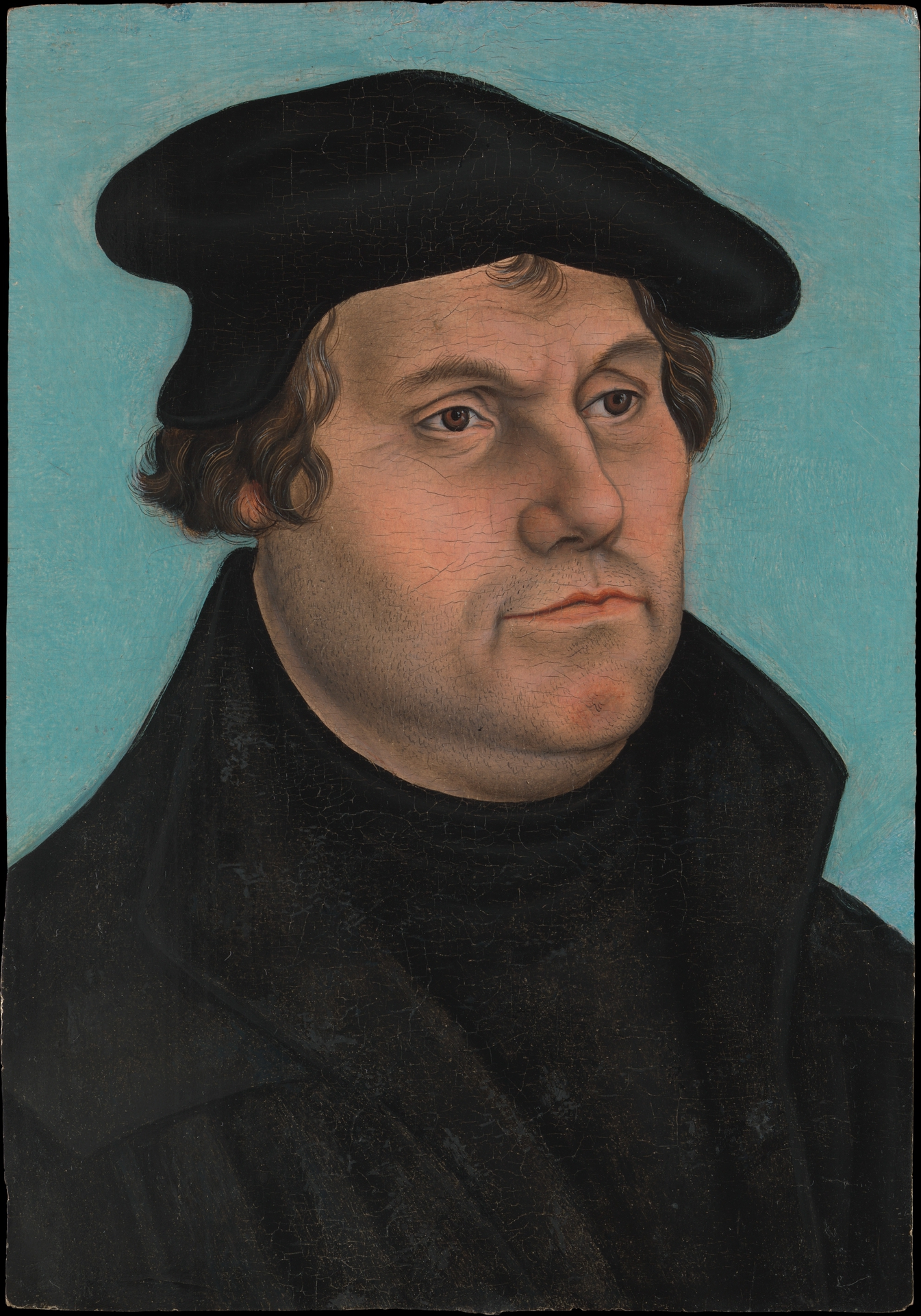
Die Reformation Luthers sah Nietzsche als einen „Bauernaufstand des Geistes“ gegen die Hochkultur der Renaissance.

In zahlreichen dieser früheren Auseinandersetzungen klingen die im Antichrist vorgebrachten Punkte bereits an, allerdings haben sie oft nicht die unbedingte Schärfe der Spätschrift. Nietzsche formulierte sie dort offener als Fragen, differenzierte oder gab Argumente für und gegen bestimmte Aspekte der Religionen (zum Beispiel in den Aphorismen 61 und 62 von Jenseits von Gut und Böse). Einige Punkte, die hier nur anklingen, hat Nietzsche anderswo ausführlicher und konzilianter formuliert: so seine Kritik an der Reformation in der Fröhlichen Wissenschaft (1887) oder seine Kritik an Kant und der ganzen Philosophie, stets auf Begründung und Sicherung einer angeblich gegebenen Moral ausgewesen zu sein statt auf einen Vergleich der „Moralen“ und deren Kritik. Mit der Psychologie Paulus’ hatte sich Nietzsche schon 1881 in der Morgenröthe ausführlich beschäftigt.
Eine besonders enge Verwandtschaft besteht zur Schrift Zur Genealogie der Moral von 1887, und zwar sowohl stilistischer als auch inhaltlicher Art: Nietzsche setzt an einigen Stellen des Antichrist die Bekanntschaft mit seinen dort entwickelten Theorien voraus und verweist auch darauf. Wichtig sind besonders die dortige erste Abhandlung, in der er den Gegensatz Herrenmoral und Sklavenmoral (auch schon am Beispiel des Christentums) entwickelt, und Teile der dritten Abhandlung, in denen er ausführlich den Themenkreis Askese – Pessimismus – Nihilismus – décadence behandelt. Diese Abschnitte können gewissermaßen als theoretischer Hintergrund für einige der hier zugespitzten Vorwürfe dienen.

## Einflüsse
Es lassen sich im Text manche Lesefrüchte anderer Autoren finden. Nietzsche weist selbst darauf hin, dass er sich in seiner Psychologie Jesu kritisch mit Ernest Renans La Vie de Jésus (1863) auseinandersetzt. Er hatte sich schon früher für die seinerzeit aktuelle Leben-Jesu-Forschung interessiert und mit 20 Jahren David Friedrich Strauß’ Leben Jesu gelesen, das er bei aller späteren Kritik an Strauß immer noch für wertvoll hielt.

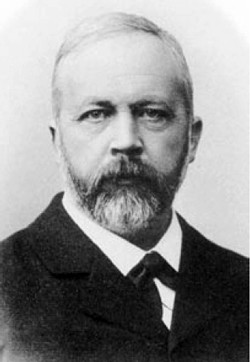
Julius Wellhausens historisch-kritische Bibelforschung fand Eingang in Nietzsches Werk.

Eine wichtige Quelle Nietzsches zur Geschichte des Judentums waren Julius Wellhausens Prolegomena zur Geschichte Israels (zweite Auflage, 1883), zu der sich besonders in den Kapiteln 25, 26 und 48 direkte Bezüge finden lassen. Auch andere Werke Wellhausens hat Nietzsche gelesen, sie dürften allgemein seine Stellung zu Judentum und Islam beeinflusst haben.
Auf Nietzsches Anspielungen auf Dostojewski ist schon hingewiesen worden. Nietzsche entdeckte den russischen Schriftsteller spät für sich und las von seinen Schriften womöglich nur Die Dämonen (in französischer Übersetzung), informierte sich aber sicherlich über seine anderen Werke. Mehrfach lobte er Dostojewskis psychologischen Scharfsinn.

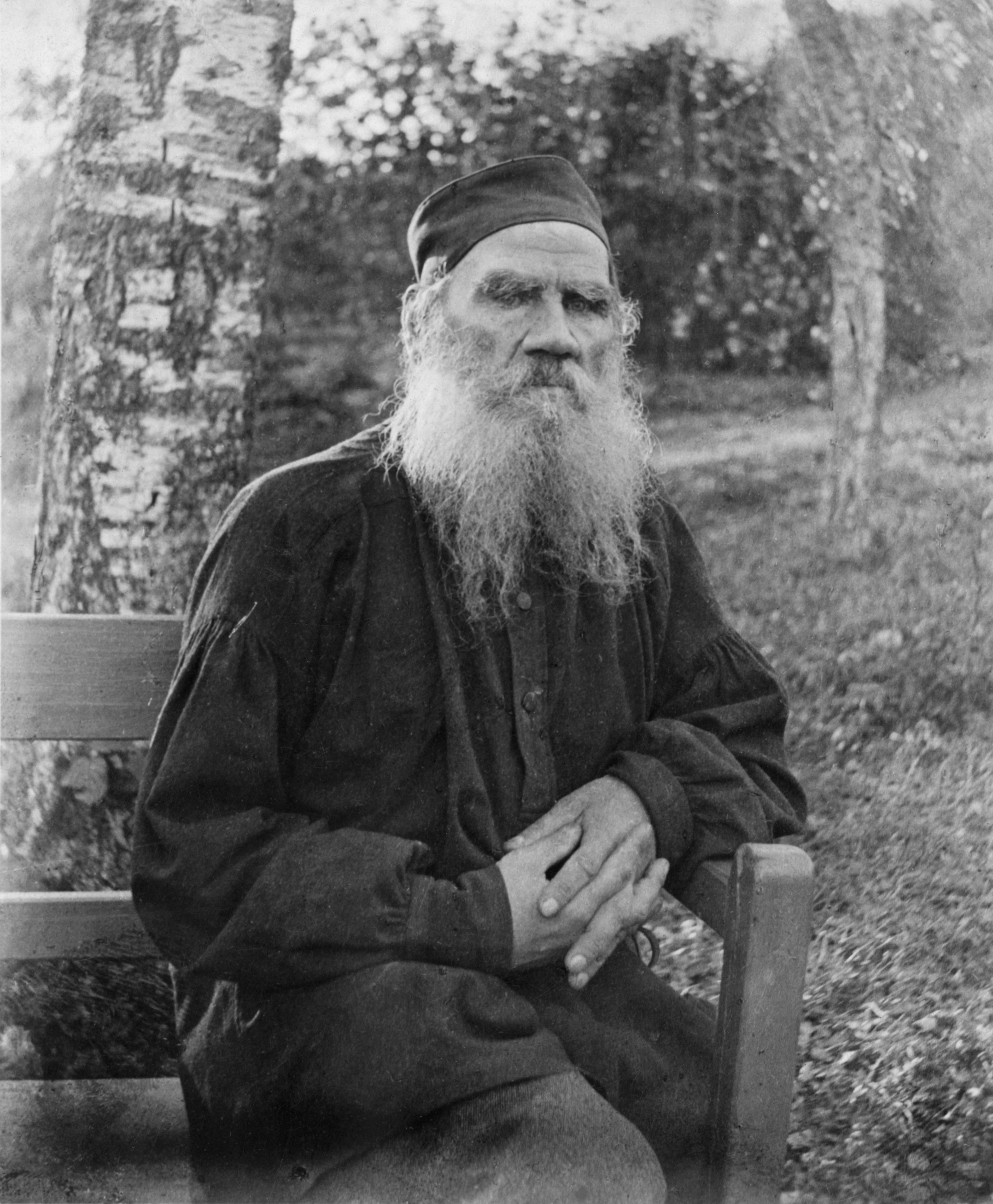
Tolstois Auffassung eines wahren Christentums prägte Nietzsches Bild Jesu.

Während die literarische Bekanntschaft Nietzsches mit Dostojewski durch dessen Erwähnung im Antichrist und Ecce homo offensichtlich ist, wurde lange darüber gestritten, ob Nietzsche auch Tolstois Schriften zu Religion und Christentum gekannt hat. Dies ist heute eindeutig zu bejahen, da sich in Nietzsches Notizheften eine Vielzahl von Exzerpten aus Tolstois Ma réligion (1885) finden. (Einige davon sind früher vom Nietzsche-Archiv wohl wider besseres Wissen als angebliche Aphorismen Nietzsches in die Kompilation Der Wille zur Macht aufgenommen worden.) Besonders Nietzsches Jesus-Deutung verdankt Tolstois Ansichten offenbar viel.
Das „Gesetzbuch des Manu“ kannte Nietzsche aus einem Werk Louis Jacolliots, das allerdings als höchst unzuverlässig und unwissenschaftlich gilt. So finden sich gerade die von Nietzsche hier gelobten positiven Stellen über Frauen nicht in den Originalen. Viel problematischer und völlig unhaltbar ist die von Nietzsche offenbar unkritisch übernommene und im Antichrist an einigen Stellen anklingende Theorie Jacolliots, wonach das jüdische Volk aus Nachfahren der „Ausgestoßenen“ im brahmanistischen Indien bestehe. Siehe auch: Tschandala.
Sein ehemaliger Professorenkollege Jacob Burckhardt galt Nietzsche als unangefochtene Autorität in Fragen der Kunst- und Kulturgeschichte, besonders bezüglich der Renaissance. Wenn Nietzsche in Kapitel 61 von der Möglichkeit Cesare Borgias als Papst schwärmt, so hat dies ein Vorbild bei Burckhardt, der in seiner Kultur der Renaissance in Italien (1869) – allerdings eher mit Schauer als mit Wohlwollen – diese Möglichkeit ebenfalls behandelt. Siehe auch: Renaissancismus.
Den Begriff folie circulaire (Kapitel 51) entnahm Nietzsche der Studie Dégénérescence et criminalité (1888) des französischen Mediziners Charles Féré und verband sie mit den Hypothesen der dritten Abhandlung seiner Genealogie der Moral.
Dass Nietzsche wie oben zitiert den „protestantischen Pfarrer“ als „Grossvater der deutschen Philosophie“ hinstellt, ist auch deswegen beachtenswert, weil Nietzsche selbst aus einer klassischen Pfarrerfamilie stammte: Nietzsches Vater Carl Ludwig Nietzsche und beide Großväter waren evangelische Pfarrer, seine Mutter war fromme Pietistin. Für Nietzsches Verständnis des Christentums sind deswegen oft biographische Quellen gesucht worden.

## Zur Editionsproblematik
Zum ersten Mal erschien der Antichrist, mit dem Untertitel Versuch einer Kritik des Christenthums, Ende November 1894 (Aufdruck: 1895) im achten Band der ersten Abteilung der Großoktavausgabe, herausgegeben von Fritz Koegel im Auftrag des Nietzsche-Archivs. Auch in allen folgenden Ausgaben des Archivs erschien Der Antichrist, aber mit schwankenden Titeln und Auslassungen.

### Ausgelassene Stellen
Vier Stellen der Schrift sind in diversen Ausgaben weggelassen worden.
Der allerletzte Absatz („Und man rechnet die Zeit …“) fehlte in der ersten Ausgabe, wurde aber in den folgenden wiederhergestellt. Da allerdings die heutige Ausgabe des Insel Verlags dieser Erstausgabe folgt, fehlt er auch hier.
Die folgenden drei Stellen fehlen in allen Ausgaben des Archivs und folglich bis heute in denen des Alfred Kröner Verlags und des Insel Verlags:
In Kapitel 29 fehlen in dem Satz „Mit der Strenge des Physiologen gesprochen, wäre hier ein ganz andres Wort noch am Platz: das Wort Idiot“ die letzten drei Worte. Dass Nietzsche Jesus als einen Idioten bezeichnete, galt wohl als zu blasphemisch. Rudolf Steiner, der in den 1890ern das Originalmanuskript zu Gesicht bekommen hatte, machte diese Stelle 1924 in einem Vortrag bekannt – ohne dass die Öffentlichkeit davon Notiz nahm – und erneut Josef Hofmiller 1931, dem sie Köselitz mitgeteilt hatte. Der Esoteriker Steiner sah darin einen ahrimanischen Einfluss auf Nietzsche bestätigt, Hofmiller wollte mit dieser „Blasphemie“ Nietzsches vermeintlich schon lange vorhandene Geisteskrankheit belegen. Dass die Stelle wie dargelegt auch auf Dostojewski anspielt, scheint sowohl den für die Zensur Verantwortlichen im Archiv als auch Steiner und Hofmiller entgangen zu sein.
In Kapitel 35 ist der vermeintliche Dialog („Die Worte zum Schächer am Kreuz […] auch du ein Kind Gottes …“) entfernt worden, da Nietzsche hier zwei Bibelstellen vermischt (Lk 23,39–43  und Mt 27,54  Mk 15,39  Lk 23,47 ). Vermutlich sollte kein Zweifel an Nietzsches Bibelfestigkeit aufkommen. Einige Bibelzitate in Kapitel 45 wurden in Archiv-Ausgaben ebenfalls stillschweigend korrigiert. Auch diese Stelle wurde zuerst 1931 von Hofmiller veröffentlicht.
In Kapitel 38 schließlich heißt es im Manuskript „Ein junger Fürst, an der Spitze seiner Regimente<r>, prachtvoll als Ausdruck der Selbstsucht und Selbstüberhebung seines Volks, – aber, ohne jede Scham, sich als Christen bekennend!“ Das Wort „junger“ wurde ausgelassen, um die Anspielung auf Wilhelm II., der 1888 als 29-Jähriger ins Amt kam, zu verschleiern. Möglicherweise wurde „junger“ in der Taschenausgabe (1906) gedruckt, in den anderen Ausgaben aber nicht.
Karl Schlechta stellte in seiner Ausgabe (1954 ff.) diese Stellen wieder her. Ursprünglich könnten die Auslassungen zumindest bei zwei der Stellen auf Wunsch des Verlags geschehen sein, um rechtliche Schwierigkeiten (Blasphemie und Majestätsbeleidigung) zu vermeiden.

### DasGesetz wider das Christenthum

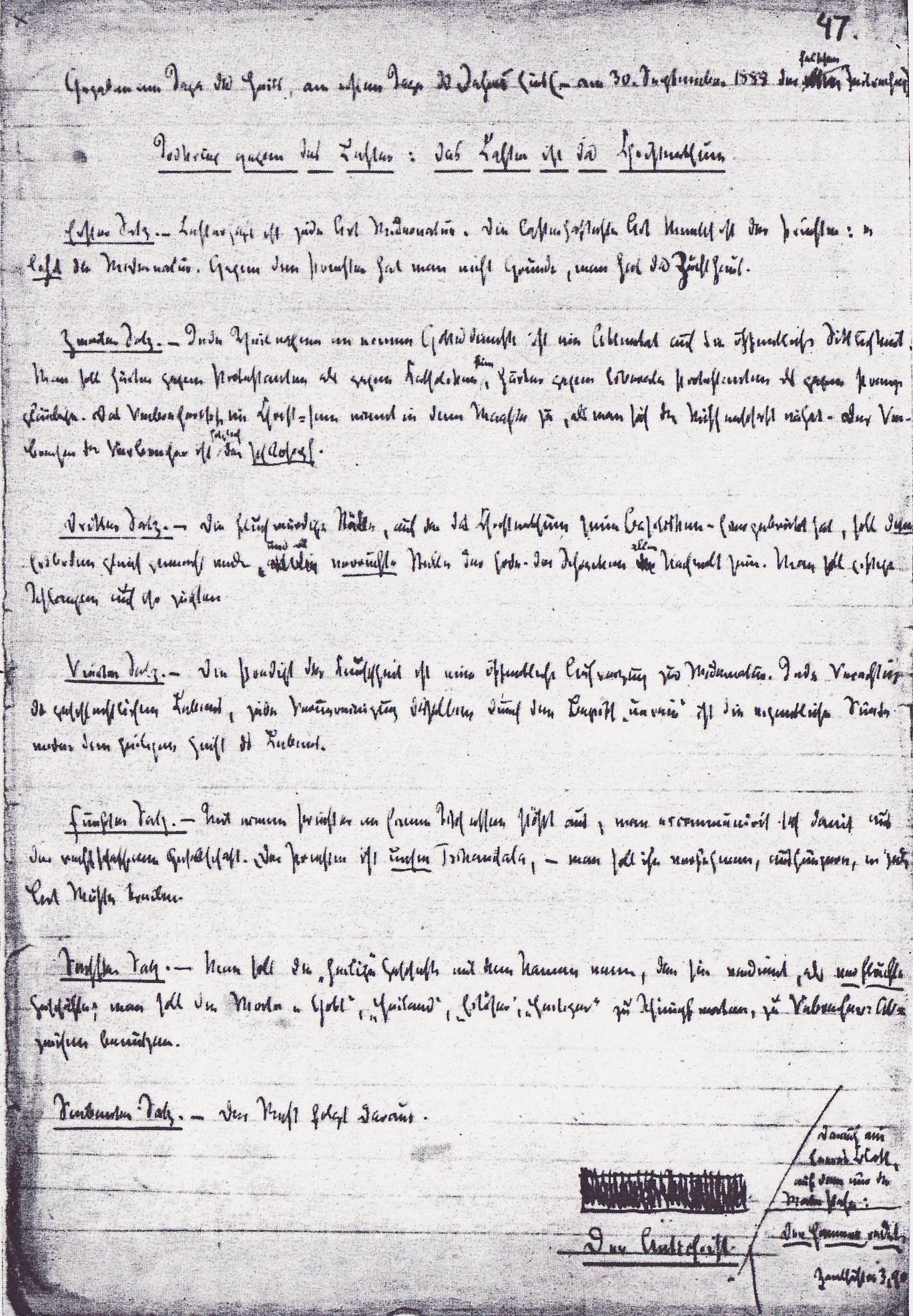
Das „Gesetz wider das Christenthum“

Im Nachlass Nietzsches gibt es eine auf den 30. September 1888 („der falschen Zeitrechnung“) datierte und mit „Der Antichrist“ unterschriebene Seite, die den „Todkrieg gegen das Laster: […] das Christentum“ erklärt. Hierin werden in sieben Sätzen, teilweise mit zweideutigen Begriffen, Maßregeln gegen das Christentum und dessen „Widernatur“ (etwa die Predigt der Keuschheit) erlassen: Priester seien aus der Gesellschaft zu isolieren, man solle sie „verfehmen, aushungern, in jede Art Wüste treiben“. Jede Teilnahme an einem Gottesdienst sei „ein Attentat auf die öffentliche Sittlichkeit“. Man solle härter gegen Protestanten als gegen Katholiken, härter gegen liberale als gegen strenggläubige Protestanten sein; da „das Verbrecherische im Christ-sein“ in dem Maße zunehme, als man sich der Wissenschaft nähert, sei „der Verbrecher der Verbrecher […] folglich der Philosoph“. Die Worte „Gott“ „Heiland“, „Erlöser“ und „Heiliger“ solle man als Schimpfworte benutzen. Dass der Text von Nietzsche zumindest zeitweise unter dem Titel Gesetz wider das Christenthum nach dem 62. Abschnitt im Antichrist vorgesehen war, steht außer Frage. Nietzsches endgültige Absichten lassen sich aber nicht mehr klären.
Möglicherweise war das „Gesetz wider das Christenthum“ lange Zeit nur Elisabeth Förster-Nietzsche und Heinrich Köselitz bekannt und wurde den Herausgebern bis 1932 vorenthalten. In diesem Jahr fand es Hans Joachim Mette bei seiner Katalogisierung der Bestände des Nietzsche-Archivs in der Kassette zu Ecce homo und wusste vorläufig nichts damit anzufangen. Erst Erich Podach, der 1960 die Manuskripte in Weimar durchsah, erkannte seine ursprüngliche Zugehörigkeit zu Der Antichrist und veröffentlichte es 1961. Gegen diese und andere Zuordnungen Podachs erhoben Pierre Champromis und Walter Kaufmann Einwände. In der heute gängigen, 1967 begonnenen Kritischen Gesamtausgabe / Kritischen Studienausgabe hat Mazzino Montinari das „Gesetz“ ans Ende des Antichrist gesetzt, allerdings in kleinerem Druck, um auf diese Unklarheit hinzuweisen. Ein weiterer Text, welchen Podach dem Antichrist zuordnete („Der Hammer redet“, ein Auszug aus Also sprach Zarathustra), wird hier dagegen nur als Ende der Götzen-Dämmerung gedruckt. Eine ausführliche Begründung dafür gab Montinari im zuerst 1980 erschienenen Kommentarband der KSA, womit – mehr als 90 Jahre nach Abfassung der Schrift – heute ein allgemein akzeptierter Text für das Werk vorliegt.

### Zum Titel
„Die Geschichte der Veröffentlichung des Antichrist ist das fortgesetzte Bemühen, über die Dekomposition der Umwertung hinwegzutäuschen“ schrieb Podach 1961. Die tatsächlichen Umstände der Entstehung sind oben dargestellt. Das Nietzsche-Archiv behauptete aber lange Zeit, Nietzsche habe noch weitere drei Bücher der Umwertung abgefasst, die durch Franz Overbecks Schuld verloren gegangen seien. Zur Unterstützung dieser Verleumdungskampagne (siehe Das Basler „Gegenarchiv“) wurde in Ausgaben des Antichrist ein entsprechender Eindruck erweckt. Die Ausgaben Kröners setzen bis heute als Titel „Umwertung aller Werte. Erstes Buch: Der Antichrist.“ und nehmen das Vorwort als Vorwort der „ganzen“, vermeintlich vierbändigen Umwertung. Auch nutzen diverse Ausgaben bis heute den in der Erstausgabe benutzten Untertitel „Versuch einer Kritik des Christenthums.“

## Deutungen und Rezeption
Nietzsches Freund Franz Overbeck, Professor für Kirchengeschichte, war der erste Leser des Manuskripts und bewertete es differenziert. Der Antichrist sei „ein Denkmal ganz einziger Art“. Sehr beeindruckt war er von Nietzsches Beschreibung der Person Jesus:
„[A]lle bisherigen Versuche, eine menschliche Figur aus ihm zu machen, erscheinen lächerlich, abstrakt und nur als Illustration zu einer rationalistischen Dogmatik neben der Leistung Nietzsches.“
Er lobte, „wie dabei aus dem Originellen der Person auch das Menschliche hervorspringt“. Vieles andere fand er dagegen „maßlos heftig“ und „von souveräner Ungerechtigkeit“:
„Insbesondere scheint mir Nietzsches Auffassung des Christentums sozusagen zu politisch und die Gleichung Christ = Anarchist auf einer historisch sehr bedenklichen Schätzung dessen, was das Christentum der ‚Realität‘ nach im römischen Reich gewesen ist, zu beruhen. Die ‚buddhistische Friedensbewegung‘, welche nach Nietzsche ursprünglich Jesus eingeleitet hat, scheint mir doch auch im Christentum nach ihm, mag es das so Eingeleitete auch noch so sehr verzerrt haben, in höherem Maße geblieben zu sein, als Nietzsche annimmt.“
Richard Strauss sah für seine Alpensinfonie zeitweise den Titel Der Antichrist vor. Strauss schätzte Nietzsches Philosophie sehr und benannte seine sinfonische Dichtung Also sprach Zarathustra nach Nietzsches gleichnamiger Schrift.

### Ausgaben
Siehe Nietzsche-Ausgabe für allgemeine Informationen.
- In der von Giorgio Colli und Mazzino Montinari begründeten Kritischen Gesamtausgabe (KGW) ist Der Antichrist zu finden in
  - Abteilung VI, Band 3 (zusammen mit Der Fall Wagner, Götzen-Dämmerung, Ecce homo, den Dionysos-Dithyramben und Nietzsche contra Wagner), ISBN 978-3-11-002554-5. Ein Nachbericht, d. h. kritischer Apparat hierzu, liegt noch nicht vor.
- Denselben Text liefert die Kritische Studienausgabe (KSA) in Band 6 (zusammen mit denselben anderen Schriften Nietzsches). Der Band KSA 6 erscheint auch als Einzelband unter der ISBN 978-3-423-30156-5. Der zugehörige Apparat befindet sich im Kommentarband (KSA 14), S. 434–454.
- Der Insel Verlag (ISBN 978-3-458-32647-2) und einige weitere Verlage bieten Einzelausgaben an, die der KSA textkritisch deutlich unterlegen sind. Der Insel Verlag folgt der GAK, so dass der Untertitel falsch ist und einige Passagen fehlen (siehe #Ausgelassene Stellen). Auch andere Verlage benutzen den falschen Untertitel „Versuch einer Kritik des Christentums“.
- Zu erwähnen ist die Ausgabe von Der Antichrist, Ecce Homo sic und den Dionysos-Dithyramben im Goldmann Verlag mit einem Nachwort und Anmerkungen von Peter Pütz sowie einer Bibliographie, ISBN 3-442-07511-4. Der Text folgt anscheinend der Schlechta-Ausgabe und ist entsprechend vollständig. Das Gesetz wider das Christenthum wird allerdings nicht erwähnt.

### Sekundärliteratur
Alle großen Monographien zu Nietzsche behandeln auch Der Antichrist, siehe deswegen grundsätzlich die Literaturliste im Artikel „Friedrich Nietzsche“. Für eine ausführliche Bibliographie siehe Weblinks.
- Heinrich Meier: Nietzsches Vermächtnis. „Ecce homo“ und „Der Antichrist“. Zwei Bücher über Natur und Politik. C.H. Beck, München 2019. ISBN 978-3-406-73953-8. (Der Autor gibt eine textnahe und detaillierte Analyse von Ecce homo und Antichrist und weist beide Werke als anspruchsvolle und philosophisch höchst ernst zu nehmende Lektüre aus, die weder in Form noch Inhalt von Wahnsinn gekennzeichnet sind.)
- Andreas Urs Sommer: Friedrich Nietzsches „Der Antichrist“. Ein philosophisch-historischer Kommentar. Schwabe, Basel 2000, ISBN 3-7965-1098-1. (Voluminöses Standardwerk zum Text.)